# Bleiwolframat
Bleiwolframat (PWO) ist eine kristalline Verbindung aus Wolfram, Blei und Sauerstoff. Bleiwolframat wird als sehr strahlungsresistenter Szintillator in Kalorimetern der Teilchenphysik verwendet.

## Vorkommen
Bleiwolframat kommt natürlich als Mineral Stolzit und Raspit vor.

## Gewinnung und Darstellung
Die Kristalle werden sowohl mit dem Czochralski-Verfahren als auch der Bridgman-Stockbarger-Methode aus einer stöchiometrischen Schmelze von PbO und WO3 hergestellt.

## Eigenschaften
Bleiwolframat hat eine Schmelztemperatur von 1123 °C, eine Dichte von 8,28 g/cm3 und ist nicht hygroskopisch. Das spektrale Maximum des Szintillationslichts liegt bei 430 nm, dort beträgt der Brechungsindex 2,17. Die Strahlungslänge beträgt 0,89 cm. 80 % des Szintillationslichts wird innerhalb von 25 ns emittiert. Die Szintillationslichtausbeute von Bleiwolframat ist gering und beträgt lediglich 5 % von Bismutgermanat oder 0,6 % von Natriumiodid. Weiterhin ist die Lichtausbeute stark von der Temperatur abhängig. Bei etwa 400 °C setzt sich Raspit in Stolzit um.

## Verwendung
Am Large Hadron Collider am CERN kommt Bleiwolframat in den Detektoren CMS und ALICE zum Einsatz, weiterhin ist ein Einsatz im PANDA-Detektor am FAIR-Beschleunigerzentrum geplant.

### ECAL des Compact Muon Solenoids
Das elektronische Kalorimeter ECAL des Compact Muon Solenoids besteht aus einer Röhre aus 61.200 Kristallen und zwei Endelementen aus jeweils 7324 Kristallen. Die Kristalle haben die Abmessungen von 24 × 24 × 230 mm im radialen Bereich und 30 × 30 × 220 mm an den Endstücken. Die erwartete Strahlendosis im Laufe von 10 Jahren Betrieb beträgt für den radialen Bereich 4000 Gy und 2·1013 Neutronen/cm2, an den Endstücken wird die fünfzigfache Dosis erwartet. Durch die hohe Strahlungsdosis wird im CMS eine Schwankung der Transmittivität um etwa 5 % erwartet. Zur Korrektur der Schwankungen ist das CMS mit einem System ausgestattet, mit welchem zu Kalibrierungszwecken Laserlicht über Glasfaser in die einzelnen Kristalle eingekoppelt wird.

### ALICE-PHOS-Detektor
Im PHOS-Kalorimeter des ALICE-Detektors kommen Kristalle der Abmessung 22 × 22 × 180 mm zum Einsatz. Die Kristalle sind mit etwa 100 ppm Yttriumoxid dotiert. Zur Erhöhung der Lichtausbeute werden die Bleiwolframat-Kalorimeter im ALICE-Detektor auf −25 °C abgekühlt. Nach zehnjährigem Betrieb wird eine Strahlendosis von 1 Gy und eine Neutronendosis von 2·1010 Neutronen/cm2 erwartet.

### PANDA-EMC-Detektor
Im elektromagnetischen Kalorimeter (EMC) des PANDA-Detektors kommen 16.000 Bleiwolframat-Kristalle von etwa 21 × 28 × 200 mm mit dem Gewicht von etwa einem Kilogramm zum Einsatz. Die Betriebstemperatur des EMC beträgt −25 °C.